# Tackenberg (Oberhausen)
Tackenberg ist ein Stadtteil von Oberhausen, der teilweise zum Stadtbezirk Sterkrade und teilweise zum Stadtbezirk Osterfeld gehört. Sterkrade-Tackenberg oder Tackenberg-West zählte Ende 2022 10.171 (mit Ostteil der Sterkrader Heide sowie dem Ostteil von Sterkrade-Mitte) und Osterfeld-Tackenberg 5.843 Einwohner. Der Osterfelder Teil Tackenbergs bildet den nördlichen Teil der ehemaligen Bauerschaft Klosterhardt.
Der Ortsteil erhielt seinen Namen von dem 72 m hohen Tackenberg, dessen Kuppe früher genau auf der Grenze zwischen dem Rheinland (Sterkrade) und Westfalen (Osterfeld) lag.

## Lage
Der Tackenberg liegt im Norden Oberhausens, jeweils im Norden des Stadtbezirks Osterfeld und im Osten des Stadtbezirks Sterkrade.
Sterkrade-Tackenberg wird im Norden durch den Reinersbach, Beethoven- und Sperberstraße zur Sterkrader Heide, im Osten durch die Herzogstraße, eine Linie östlich der Fürstenstraße bis zur Heroldstraße, Heroldstraße und eine Linie von der Heroldstraße bis zum Elpenbach zum Stadtbezirk Osterfeld, im Süden und Westen durch den Elpenbach, Bronkhorststraße und A516 zu Sterkrade-Mitte und im Westen wieder durch den Reinersbach zum Alsfeld abgegrenzt. Zum Sozialquartier „Tackenberg-West“ wird jedoch auch der Ostteil von Sterkrade-Mitte und ein großer Teil der Sterkrader Heide dazugezählt, sodass Statistiken auch diese Bereiche miteinbeziehen.
Osterfeld-Tackenberg wird durch die Herzogstraße zur Sterkrader Heide, einer Linie östlich der Fürstenstraße bis zur Tackenbergstr. zu Sterkrade-Tackenberg, durch Tackenberg-, Elpenbach-, Schwarzwald- sowie Harkortstraße zu Klosterhardt (-Süd) und im Osten zu Bottrop abgegrenzt.

## Sterkrade-Tackenberg

### Geschichte
Die Gegend um den Tackenberg oder die Sandbergheide, wie sich das Gebiet früher nannte, war eine karge Heidelandschaft, deren Boden nur wenig hergab. Daher stammt wohl auch der Name „Tackenberg“ (Tacken = dünner Ast oder Zweig). Es wuchsen hier wohl keine brauchbaren Bäume, sondern nur ästiges Heideholz.
Eine gedachte Grenzlinie durchzog einst das Heidegebiet von der Königshardt zum „Dicken Stein“, eine Stelle mit zwei Findlingen, die lange Zeit beiderseits der Provinzial-Chaussee nach Dorsten (auf Osterfelder Gebiet hieß sie Dorstener Straße, auf Sterkrader Gebiet bis 1929 Münster Straße) lagen.
Mit Ansiedlung von ursprünglich aus der Kurpfalz stammenden Familien auf der Königshardt ab 1771 (vgl. Pfälzische Sprachinsel am Niederrhein) wurden jedoch 1795 feste Grenzen gezogen. Die Herzogstraße wurde Grenzstraße bis zum „Dicken Stein“. Von hier verlief die Grenze entlang der damaligen Osterfelder Herzogstraße (heute Heroldstraße) über den Musfeldhof zum Stemmersberg. Auf dem Musfeldhof ging der Grenzverlauf durch den Schornstein, d. h., er gehörte halb zum Königreich Preußen und halb zum Kurfürstentum Köln, dem Vest Recklinghausen. Später ist dieser Missstand berichtigt worden und der Hof wurde dem Osterfelder Gebiet zugeschlagen, wobei aber die Hörigkeit zum Sterkrade nicht aufgehoben wurde.
Die Landwirtschaft an den Hängen des Tackenbergs wurde bis in die Zeit der Besiedlung vorrangig von drei Bauernhöfen betrieben. Die Musfeldkate (Hof), ein Pachtgut im Besitz des Klosters Sterkrade, ist nach der Säkularisation in Familienbesitz übergegangen. Auf Drängen der Gutehoffnungshütte wurde der Hof zur Anlage des Schachtes IV der Schachtanlage Osterfeld (1923 fertiggestellt) verkauft. Das Hofgebäude blieb noch lange Jahre erhalten. Der Timmerhaushof an der Tackenbergstraße war vom Kloster Sterkrade abhängig, u. a. musste er die halbe Obsternte an das Kloster abliefern. Der Gerschermannshof war wohl ein freier Hof an der Brüderstraße.
Die großen Lehmvorkommen des Tackenberges ließen an der Musfeldstraße auf der Grenze eine Ziegelei entstehen, auf deren Gelände später der erste Sportplatz der jetzigen Spielvereinigung Sterkrade 06/07 angelegt wurde. Auch am Hang des Tackenberges zwischen Dinnendahl- und Goliathstraße, oberhalb der Bronkhorststraße, grub man in einer Lehmgrube nach Ziegelgut. Ebenso entstand hier nach Stilllegung der Ziegelei ein Fußballplatz.
Am Anfang des 20. Jahrhunderts begannen größere Siedlungen zu entstehen; 1904 bis 1914 wurden die Bronkhorst-, die Tackenberg- und die Pestalozzischule eingeweiht. 1906 entstand auf der Kuppe des Tackenberges der bereits 1958 wieder abgerissene 25 m hohe Sterkrader Wasserturm.

### Statistik
Zum 31. Dezember 2022 lebten 10.171 Einwohner in Tackenberg-West, dem Ostteil von Sterkrade-Mitte und dem Osten der Sterkrader Heide.
Struktur der Bevölkerung:

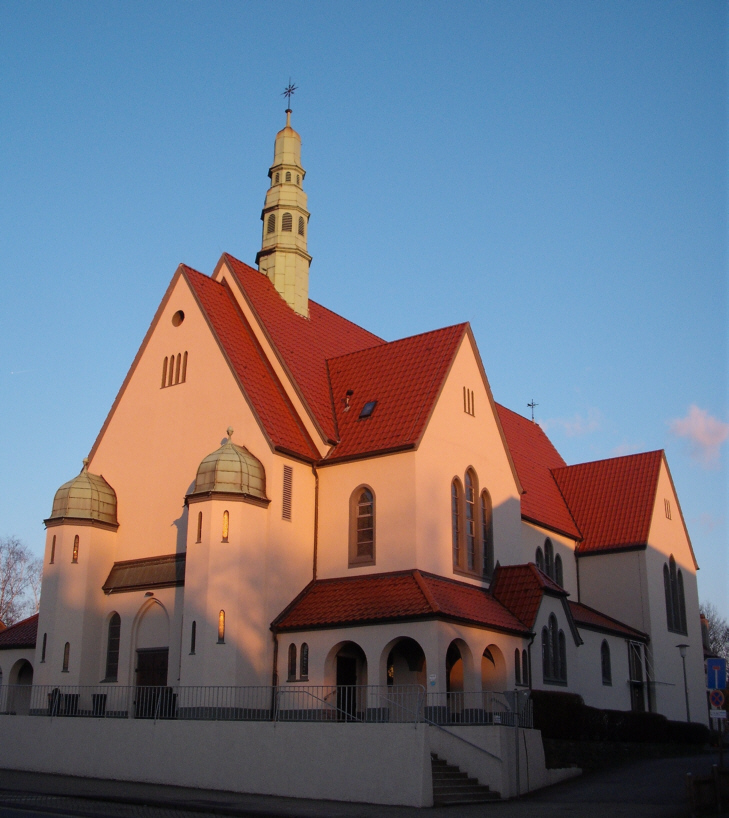
St.-Bernardus-Kirche

- Minderjährigenquote (unter 18-Jährige): 14,8 % (Oberhausener Durchschnitt: 16,9 %)
- Altenquote (über 65-Jährige): 25,9 % (Oberhausener Durchschnitt: 22,2 %)
- Ausländeranteil: 10,8 % (Oberhausener Durchschnitt: 18,2 %)
- Anteil Bevölkerung mit Migrationshintergrund insgesamt: 24,8 % (Oberhausener Durchschnitt: 33,4 %)
- Arbeitslosenquote: 5,3 % (Oberhausener Durchschnitt: 8,5 %)
- SGB-II-Quote: 10,0 % (Oberhausener Durchschnitt: 17,1 %)
- Wohnungsleerstandsquote: 2,0 % (Oberhausener Durchschnitt: 2,3 %)

## Osterfeld-Tackenberg
Der Osterfelder Teil des Stadtteils Tackenberg bildet den nördlichen Teil der ehemaligen Bauerschaft Klosterhardt und wird von der Stadt daher bis heute statistisch als „Klosterhardt-Nord“ aufgeführt. Erst bei den Sozialquartieren hat man der inzwischen gängigen Bezeichnung in der Stadt Oberhausen Rechnung getragen und spricht von „Tackenberg-Ost“.
Dass die Bezeichnung Tackenberg auch auf dem Gebiet Osterfelds aufkam, hing mit dem Bau von Bergarbeiter-Siedlungen auf der Klosterhardt zusammen. Durch die stete Nordwanderung des Ruhrbergbaus (u. a. Schacht 4 Zeche Osterfeld, Zeche Jacobi und die neue Zeche Franz Haniel der GHH) und dem Zuzug von Heimatvertriebenen wurden in Oberhausen dringend neue Wohnungen benötigt, die auf der bis in die 1950er Jahre immer noch sehr spärlich besiedelten und ländlich geprägten Klosterhardt errichtet wurden. Durch die unmittelbare Nähe zum Tackenberg kam jedoch für die Siedlung immer mehr die Bezeichnung „Tackenbergsiedlung“ auf, sodass der neu entstandene Stadtteil nun auch als Tackenberg bezeichnet wurde.
Ab den 1960er Jahren zogen in die Bergarbeitersiedlung immer mehr ausländische Gastarbeiter ein, die auf den Zechen eingestellt wurden. So ist der Osterfelder Teil Tackenbergs bis heute der Stadtteil mit dem höchsten Anteil an Türken in Oberhausen. 2005 wurde an der Wasgenwaldstraße die erste neu gebaute Moschee Oberhausens eröffnet.

### Statistik
Zum 31. Dezember 2022 lebten 5.843 Einwohner in Tackenberg-Ost.
Struktur der Bevölkerung:
- Minderjährigenquote (unter 18-Jährige): 17,0 % (Oberhausener Durchschnitt: 16,9 %)
- Altenquote (über 65-Jährige): 20,7 % (Oberhausener Durchschnitt: 22,2 %)
- Ausländeranteil: 22,8 % (Oberhausener Durchschnitt: 18,2 %)
- Anteil Bevölkerung mit Migrationshintergrund insgesamt: 41,9 % (Oberhausener Durchschnitt: 33,4 %)
- Arbeitslosenquote: 8,7 % (Oberhausener Durchschnitt: 8,5 %)
- SGB-II-Quote: 16,7 % (Oberhausener Durchschnitt: 17,1 %)
- Wohnungsleerstandsquote: 2,1 % (Oberhausener Durchschnitt: 2,3 %)

## Infrastruktur
Tackenberg ist in erster Linie ein Wohnbezirk. Einkaufsmöglichkeiten gibt es an der Dorstener- und an der Wasgenwaldstraße. Durch die Autobahnauffahrt Oberhausen-Königshardt an der A2 und Oberhausen-Sterkrade an der A516 ist der Stadtteil gut an das Fernstraßennetz angeschlossen.
Mit den Buslinien SB 92, SB 93, X 42, 953, 961, 976 und 979 des Verkehrsverbundes Rhein-Ruhr ist Tackenberg in das Nahverkehrsnetz eingebunden. Die Sterkrader Heide im Norden sowie der Grünzug um den Elpenbach im Süden bieten Raum für diverse Freizeitaktivitäten.